# Promoball Volleyball Flero 2014-2015
Questa voce raccoglie le informazioni riguardanti il Promoball Volleyball Flero nelle competizioni ufficiali della stagione 2014-2015.

## Stagione

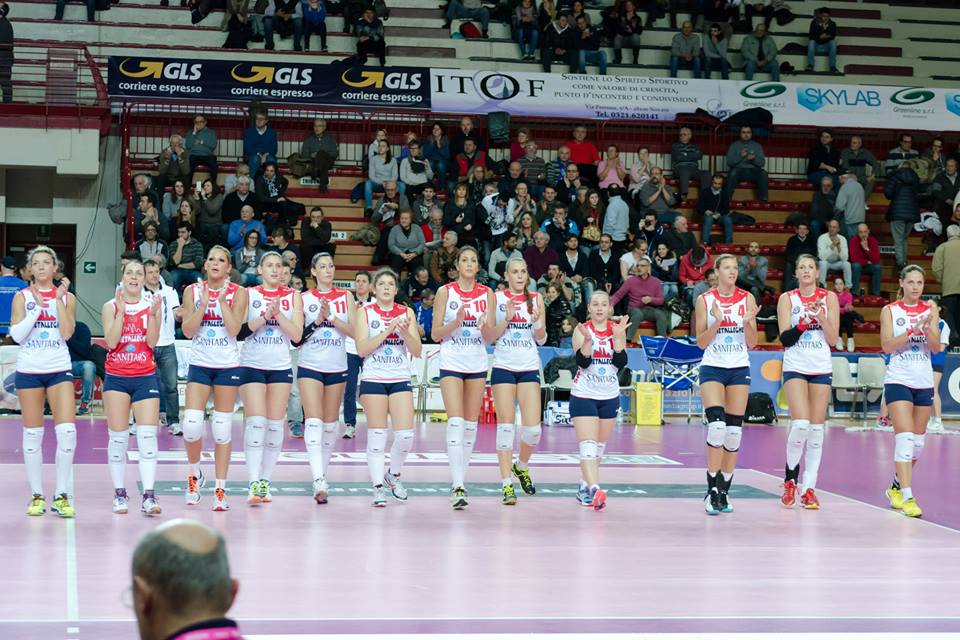
La squadra prima dell'incontro di ritorno dei quarti di finale di Coppa Italia

La stagione 2014-15 è per il Promoball Volleyball Flero, sponsorizzato da Metalleghe e Sanitars, oltre a portare nella denominazione la città di Montichiari, sede delle partite casalinghe, la prima in Serie A1: il club ha infatti conquistato la partecipazione al massimo campionato italiano dopo aver chiuso la regular season della Serie A2 2013-14 al primo posto. In panchina viene confermato l'allenatore Leonardo Barbieri, mentre la rosa viene in buona parte modificata con le poche conferme di Ludovica Dalia, Laura Saccomani, Serena Milani, Sara Alberti e Natalia Serena; tra gli acquisti spiccano quelli di Simona Gioli, Maren Brinker, Berenika Tomsia, Liesbet Vindevoghel e Luna Carocci, quest'ultima arrivata a stagione in corso, mentre tra le cessioni si registrano quelle di Lulama Musti De Gennaro, Elena Portalupi, Anna Kajalina, Flore Gravesteijn, Carlotta Zanotto e Alessandra Guatelli.
Il girone di andata del campionato è tutto un alterarsi di vittorie e di sconfitte, anche se dalla settima alla decima giornata la squadra di Flero coglie quattro vittorie consecutive, prima di concludere con una sconfitta ad opera del Volley Bergamo, chiudendo all'ottavo posto in classifica, l'ultimo utile per qualificarsi alla Coppa Italia. Il girone di ritorno si inizia con quattro gare perse consecutive, prima di vincere quella contro l'Imoco Volley e poi perdere nuovamente contro l'AGIL Volley: la regular season termina con cinque successi di fila che spingono la squadra al settimo posto in classifica. Nei quarti di finale dei play-off scudetto la sfida è contro il Volleyball Casalmaggiore, il quale vince le due gare utili per passare al turno successivo.
L'ottavo posto al termine del girone di andata della Serie A1 qualifica il Promoball Volleyball Flero alla Coppa Italia; nei quarti di finale incontro l'AGIL Volley: dopo aver perso la gara di andata per 3-0, vince quella di ritorno per 3-1, venendo eliminata però dalla competizione per il peggior quoziente set.

## Organigramma societario
Area direttiva
- Presidente: Giuseppe Zampedri
- Presidente onorario: Guido Dusi
- Vicepresidente: Costanzo Lorenzotti
- Consigliere: Franco Zampedri, Fulvio Chiesa, Adriano Francio, Roberto Canobbio, Mauro Dal Zoppo, Gianluca Zampedri
- Segreteria generale: Gianluca Zampedri, Franca Ventura, Giuseppe Zampedri

Area organizzativa
- General manager: Franco Zampedri
- Direttore sportivo: Gianluca Zampedri
- Dirigente: Fulvio Chiesa, Roberto Canobio, Francesco Casanova
- Responsabile enti locali: Franco Zampedri
- Responsabile scuole: Giuseppe Zampedri
- Responsabile arbitri: Roberto Canobbio
- Responsabile palazzetto: Fulvio Chiesa, Francesco Casanova, Gianfranco Pelati, Maurizio Lonardini, Luciano Marca, Roberto Canobbio
- Responsabile materiale tecnico: Gianfranco Pelati, Nella Mensi

Area tecnica
- Allenatore: Leonardo Barbieri
- Allenatore in seconda: Fabio Parazzoli
- Scout man: Gottardo Buffoli
- Assistente allenatore: Davide Tomasini
- Responsabile settore giovanile: Mauro Dal Zoppo, Adriano Francio

Area comunicazione
- Ufficio stampa: Cinzia Giordano Lanza
- Webmaster: Adriano Francio, Cristian Cavalli, Manuel Cavalli
- Speaker: Giampietro Mazzotti, Federico Ferrara
- Fotografo: Margherita Zacchi, Adriano Francio, Fulvio Chiesa, Miriam Maghini

Area marketing
- Ufficio marketing: Franco Zampedri, Giuseppe Zampedri, Claudio Chiari, Gianluca Zampedri, Fabio Fanelli, Claudio Chiesa, Samuele Zambon
- Biglietteria: Franca Ventura, Franco Zampedri, Laura Francio, Susanna Predolini

Area sanitaria
- Medico: Pier Francesco Bettinsoli
- Preparatore atletico: Roberto Benis
- Fisioterapista: Roberto Foppoli

## Rosa
| N° | Nome                | Ruolo | Data di nascita   | Nazionalità sportiva |
| -- | ------------------- | ----- | ----------------- | -------------------- |
| 1  | Luna Carocci        | L     | 10 luglio 1988    | Italia               |
| 3  | Ludovica Dalia      | P     | 25 settembre 1984 | Italia               |
| 4  | Maren Brinker       | S     | 10 luglio 1986    | Germania             |
| 5  | Berenika Tomsia     | C/O   | 18 marzo 1988     | Polonia              |
| 7  | Alessia Ghilardi    | L     | 5 maggio 1979     | Italia               |
| 8  | Sara Alberti        | C     | 30 gennaio 1993   | Italia               |
| 9  | Camilla Mingardi    | S/O   | 19 ottobre 1997   | Italia               |
| 10 | Laura Saccomani     | S     | 8 ottobre 1991    | Italia               |
| 11 | Rossella Olivotto   | C     | 27 aprile 1991    | Italia               |
| 12 | Serena Milani       | P     | 25 gennaio 1996   | Italia               |
| 13 | Patrizia Zampedri   | L     | 13 marzo 1993     | Italia               |
| 16 | Liesbet Vindevoghel | S     | 29 dicembre 1979  | Belgio               |
| 17 | Simona Gioli        | C/O   | 17 settembre 1977 | Italia               |
| 18 | Natalia Serena      | S     | 10 novembre 1981  | Italia               |

## Mercato
| Acquisti | Acquisti            | Acquisti      | Acquisti   |
| R.       | Nome                | da            | Modalità   |
| -------- | ------------------- | ------------- | ---------- |
| S        | Maren Brinker       | Impel         | definitivo |
| L        | Luna Carocci        | River         | definitivo |
| L        | Alessia Ghilardi    | Ornavasso     | definitivo |
| C/O      | Simona Gioli        | IHF           | definitivo |
| S/O      | Camilla Mingardi    | Busto Arsizio | definitivo |
| C        | Rossella Olivotto   | Casalmaggiore | definitivo |
| C/O      | Berenika Tomsia     | Legionovia    | definitivo |
| S        | Liesbet Vindevoghel | River         | definitivo |

| Cessioni | Cessioni                | Cessioni             | Cessioni   |
| R.       | Nome                    | a                    | Modalità   |
| -------- | ----------------------- | -------------------- | ---------- |
| S/O      | Flore Gravesteijn       | Saint-Cloud Paris SF | definitivo |
| L        | Alessia Ghilardi        | -                    | svincolata |
| S        | Alessandra Guatelli     | Beng Rovigo          | definitivo |
| S/O      | Anna Kajalina           | Neruda               | definitivo |
| C        | Lulama Musti De Gennaro | Beng Rovigo          | definitivo |
| L        | Elena Portalupi         | Golden Crema         | definitivo |
| C        | Sofia Rebora            | Hermaea              | definitivo |
| S        | Carlotta Zanotto        | Évreux               | definitivo |

## Risultati

### Serie A1

#### Girone di andata
| 1ª giornata - 1º novembre 2014 PalaBanca, Piacenza              | River               | 3 - 0 | Flero         | 25-13, 25-17, 25-14               |
| 2ª giornata - 9 novembre 2014 PalaGeorge, Montichiari           | Flero               | 3 - 0 | LJ            | 25-20, 25-23, 25-23               |
| 3ª giornata - 16 novembre 2014 PalaFarina, Viadana              | Casalmaggiore       | 3 - 0 | Flero         | 25-21, 25-17, 25-17               |
| 4ª giornata - 19 novembre 2014 PalaGeorge, Montichiari          | Flero               | 3 - 2 | Busto Arsizio | 25-10, 18-25, 22-25, 25-22, 18-16 |
| 5ª giornata - 23 novembre 2014 PalaVerde, Villorba              | Imoco               | 3 - 1 | Flero         | 20-25, 25-13, 25-22, 25-21        |
| 6ª giornata - 30 novembre 2014 PalaGeorge, Montichiari          | Flero               | 1 - 3 | AGIL          | 16-25, 15-25, 25-19, 15-25        |
| 7ª giornata - 3 dicembre 2014 Nelson Mandela Forum, Firenze     | San Casciano        | 1 - 3 | Flero         | 13-25, 25-18, 15-25, 25-27        |
| 8ª giornata - 7 dicembre 2014 Palazzetto dello Sport, Scandicci | Savino Del Bene     | 0 - 3 | Flero         | 23-25, 15-25, 17-25               |
| 9ª giornata - 14 dicembre 2014 PalaGeorge, Montichiari          | Flero               | 3 - 0 | Forlì         | 25-17, 25-18, 25-21               |
| 10ª giornata - 21 dicembre 2014 PalaMondolce, Urbino            | Robur Tiboni Urbino | 1 - 3 | Flero         | 18-25, 16-25, 25-23, 22-25        |
| 11ª giornata - 26 dicembre 2014 PalaGeorge, Montichiari         | Flero               | 1 - 3 | Bergamo       | 25-19, 15-25, 13-25, 23-25        |

#### Girone di ritorno
| 12ª giornata - 3 gennaio 2015 PalaGeorge, Montichiari     | Flero         | 2 - 3 | River               | 26-24, 26-28, 20-25, 25-12, 10-15 |
| 13ª giornata - 11 gennaio 2015 PalaPanini, Modena         | LJ            | 3 - 2 | Flero               | 25-14, 25-23, 26-28, 24-26, 18-16 |
| 14ª giornata - 18 gennaio 2015 PalaGeorge, Montichiari    | Flero         | 0 - 3 | Casalmaggiore       | 20-25, 23-25, 16-25               |
| 15ª giornata - 25 gennaio 2015 PalaYamamay, Busto Arsizio | Busto Arsizio | 3 - 0 | Flero               | 25-17, 25-21, 25-15               |
| 16ª giornata - 8 febbraio 2015 PalaGeorge, Montichiari    | Flero         | 3 - 1 | Imoco               | 20-25, 25-21, 25-20, 25-23        |
| 17ª giornata - 15 febbraio 2015 PalaTerdoppio, Novara     | AGIL          | 3 - 0 | Flero               | 25-19, 25-19, 25-22               |
| 18ª giornata - 22 febbraio 2015 PalaGeorge, Montichiari   | Flero         | 3 - 1 | San Casciano        | 25-21, 25-18, 24-26, 25-23        |
| 19ª giornata - 7 marzo 2015 PalaGeorge, Montichiari       | Flero         | 3 - 1 | Savino Del Bene     | 21-25, 25-17, 25-19, 25-17        |
| 20ª giornata - 15 marzo 2015 PalaRomiti, Forlì            | Forlì         | 0 - 3 | Flero               | 19-25, 18-25, 18-25               |
| 21ª giornata - 22 marzo 2015 PalaGeorge, Montichiari      | Flero         | 3 - 0 | Robur Tiboni Urbino | 25-15, 25-15, 25-22               |
| 22ª giornata - 29 marzo 2015 PalaNorda, Bergamo           | Bergamo       | 1 - 3 | Flero               | 25-18, 23-25, 17-25, 18-25        |

#### Play-off scudetto
| Quarti di finale (gara 1) - 6 aprile 2015 PalaRadi, Cremona        | Casalmaggiore | 3 - 0 | Flero         | 25-21, 25-23, 25-19              |
| Quarti di finale (gara 2) - 11 aprile 2015 PalaGeorge, Montichiari | Flero         | 2 - 3 | Casalmaggiore | 25-23, 27-25, 18-25, 16-25, 9-15 |

### Coppa Italia

#### Fase a eliminazione diretta
| Quarti di finale (andata) - 1º febbraio 2015 PalaGeorge, Montichiari | Flero | 0 - 3 | AGIL  | 15-25, 23-25, 18-25        |
| Quarti di finale (ritorno) - 4 febbraio 2015 PalaTerdoppio, Novara   | AGIL  | 1 - 3 | Flero | 25-22, 16-25, 31-33, 22-25 |

## Statistiche

### Statistiche di squadra
| Competizione | Punti | In casa | In casa | In casa | In trasferta | In trasferta | In trasferta | Totale | Totale | Totale |
| Competizione | Punti | G       | V       | P       | G            | V            | P            | G      | V      | P      |
| ------------ | ----- | ------- | ------- | ------- | ------------ | ------------ | ------------ | ------ | ------ | ------ |
| Serie A1     | 37    | 12      | 7       | 5       | 12           | 5            | 7            | 24     | 12     | 12     |
| Coppa Italia | -     | 1       | 0       | 1       | 1            | 1            | 0            | 2      | 1      | 1      |
| Totale       | -     | 13      | 7       | 6       | 13           | 6            | 7            | 26     | 13     | 13     |

G = partite giocate; V = partite vinte; P = partite perse

### Statistiche dei giocatori
| Giocatore      | Serie A1 | Serie A1 | Serie A1 | Serie A1 | Serie A1 | Coppa Italia | Coppa Italia | Coppa Italia | Coppa Italia | Coppa Italia | Totale | Totale | Totale | Totale | Totale |
| Giocatore      | P        | PT       | AV       | MV       | BV       | P            | PT           | AV           | MV           | BV           | P      | PT     | AV     | MV     | BV     |
| -------------- | -------- | -------- | -------- | -------- | -------- | ------------ | ------------ | ------------ | ------------ | ------------ | ------ | ------ | ------ | ------ | ------ |
| S. Alberti     | 19       | 35       | 27       | 6        | 2        | 2            | 13           | 10           | 3            | 0            | 21     | 48     | 37     | 9      | 2      |
| M. Brinker     | 24       | 279      | 232      | 30       | 17       | 2            | 15           | 15           | 0            | 0            | 26     | 294    | 247    | 30     | 17     |
| L. Carocci     | 9        | -        | -        | -        | -        | 2            | -            | -            | -            | -            | 11     | -      | -      | -      | -      |
| L. Dalia       | 24       | 59       | 25       | 29       | 5        | 2            | 5            | 5            | 0            | 0            | 26     | 64     | 30     | 29     | 5      |
| A. Ghilardi    | 15       | -        | -        | -        | -        | -            | -            | -            | -            | -            | 15     | -      | -      | -      | -      |
| S. Gioli       | 24       | 284      | 207      | 72       | 5        | 2            | 17           | 12           | 5            | 0            | 26     | 301    | 219    | 77     | 5      |
| S. Milani      | 8        | 1        | 1        | 0        | 0        | 2            | 0            | 0            | 0            | 0            | 10     | 1      | 1      | 0      | 0      |
| C. Mingardi    | 15       | 24       | 15       | 5        | 4        | 2            | 9            | 9            | 0            | 0            | 17     | 33     | 24     | 5      | 4      |
| R. Olivotto    | 23       | 130      | 83       | 32       | 15       | 1            | 4            | 1            | 2            | 1            | 24     | 134    | 84     | 34     | 16     |
| L. Saccomani   | 14       | 7        | 5        | 2        | 0        | 2            | 11           | 10           | 1            | 0            | 16     | 18     | 15     | 3      | 0      |
| N. Serena      | 6        | 2        | 0        | 0        | 2        | 0            | 0            | 0            | 0            | 0            | 6      | 2      | 0      | 0      | 2      |
| B. Tomsia      | 24       | 407      | 359      | 40       | 8        | 2            | 41           | 38           | 3            | 0            | 26     | 448    | 397    | 43     | 8      |
| L. Vindevoghel | 22       | 175      | 144      | 28       | 3        | 0            | 0            | 0            | 0            | 0            | 22     | 175    | 144    | 28     | 3      |
| P. Zampedri    | 19       | -        | -        | -        | -        | 2            | -            | -            | -            | -            | 21     | -      | -      | -      | -      |

P = presenze; PT = punti totali; AV = attacchi vincenti; MV = muri vincenti; BV = battute vincenti